# كيسر
ڭيسر هي قرية في إقليم سطات ضمن جهة الشاوية ورديغة بالغرب المغربي. كان مجموع عدد سكان الجماعة القروية ڭيسر 11.339 نسمة.(تعداد السكان الرسمي 2004)